# Шлихтынгова
Шлихтынгова (пол. Szlichtyngowa, нем. Schlichtingsheim)  —  город  в Польше, входит в Любушское воеводство,  Всховский повят.  Имеет статус городской гмины. Занимает площадь 1,55 км². Население — 1348 человек (на 2004 год).

## История
Город основал в своих владениях член религиозного движения "польских братьев" Ян Ежи Шлихтынг, который в 1644 году получил от короля Польши Владислава IV Вазы привилегию владения деревней, которая тогда называлась Шлихтинково. Как и многие другие города, основанные в этот период в Великой Польше, Шлихтынгова основывалась в своём развитии на иммиграции протестантских беженцев из Силезии, преследуемых католиками Габсбургами.  По этой причине город, с самого начала своего существования и до 1945 года, в культурном и этническом отношении был преимущественно немецким. Шлихтынгова была ремесленным центром, с 1653 года здесь располагался склад холста, предназначенного на экспорт.
При втором разделе Польши в 1793 году город попал под власть Пруссии, некоторое время входил в состав Варшавского герцогства (1807-1815). В 1906 году Шлихтынгова получила железнодорожное сообщение с Гурой и Глогувом. По этническим причинам, Версальский договор не утвердил Шлихтынгову в составе Польши после Первой мировой войны. 1 февраля 1945 года город был взят советскими войсками. В Шлихтынговой была создана польская администрация, население города было перемещено в Германию и заменено польскими поселенцами.
В 1992 году железнодорожное сообщение с городом было прекращено. В 1995 году сгорела фахверковая церковь 17-го века. Город является торгово-сервисным центром аграрного региона. Ведётся добыча природного газа.

## Памятники
По данным реестра Институт национального наследия (Narodowy Instytut Dziedzictwa) Польши в список памятников внесены::
- городская планировка
- дом, ул. Польна 2, XVIII/XIX века
- каменный дом (kamienica), Рынок 7, 11, 13, 19, 20, 36, 37, периода XVIII/XIX веков
- ветряная мельница

Другие памятники:
- Костёл Воздвижения Креста Господня (Kościół pw. Podwyższenia Krzyża Świętego)
- пасторский каретный двор первой половины XIX века
- колокольня XVII-XVIII веков
- еврейское кладбище (Cmentarz żydowski w Szlichtyngowej)

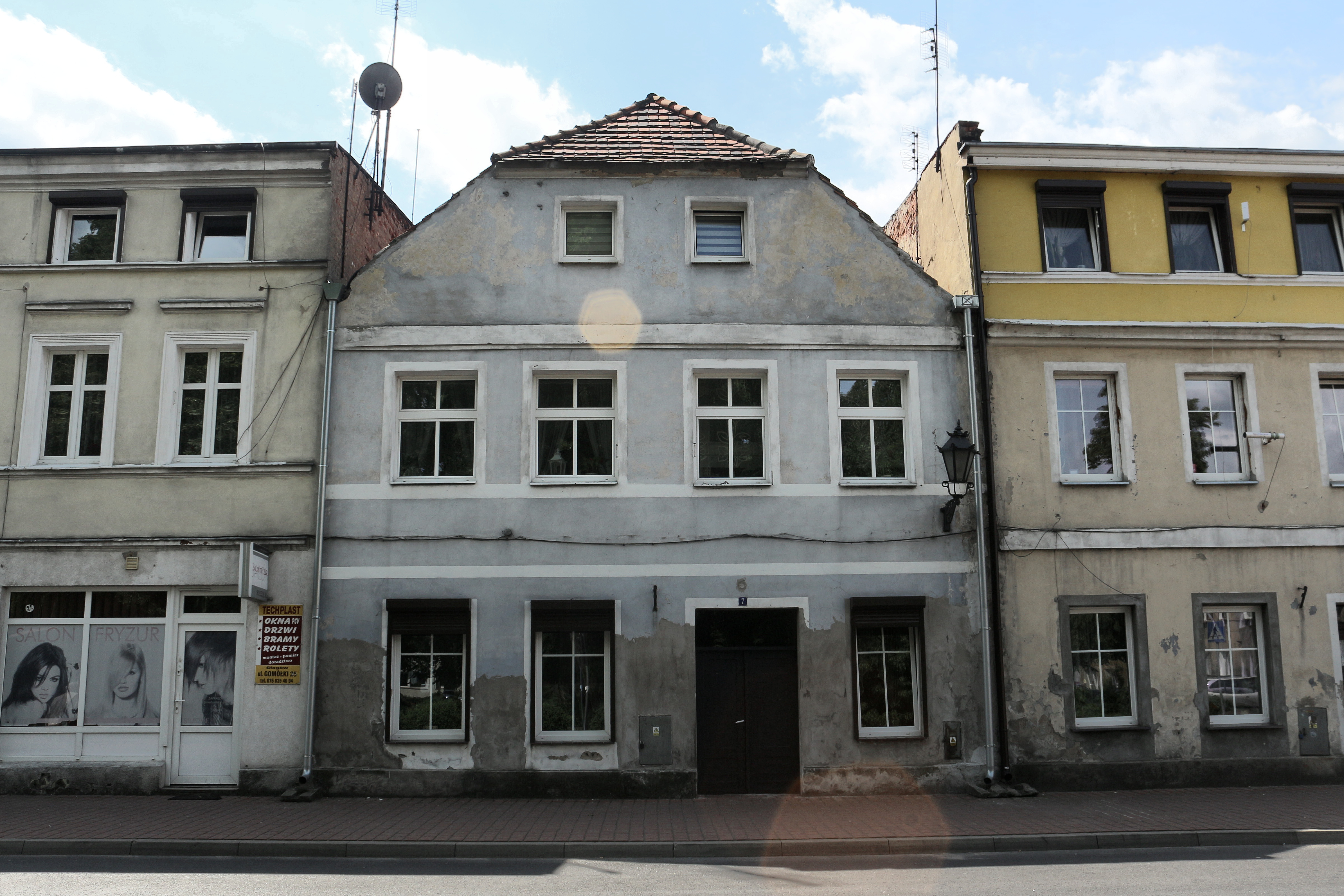
Каменный дом – Рынок 7
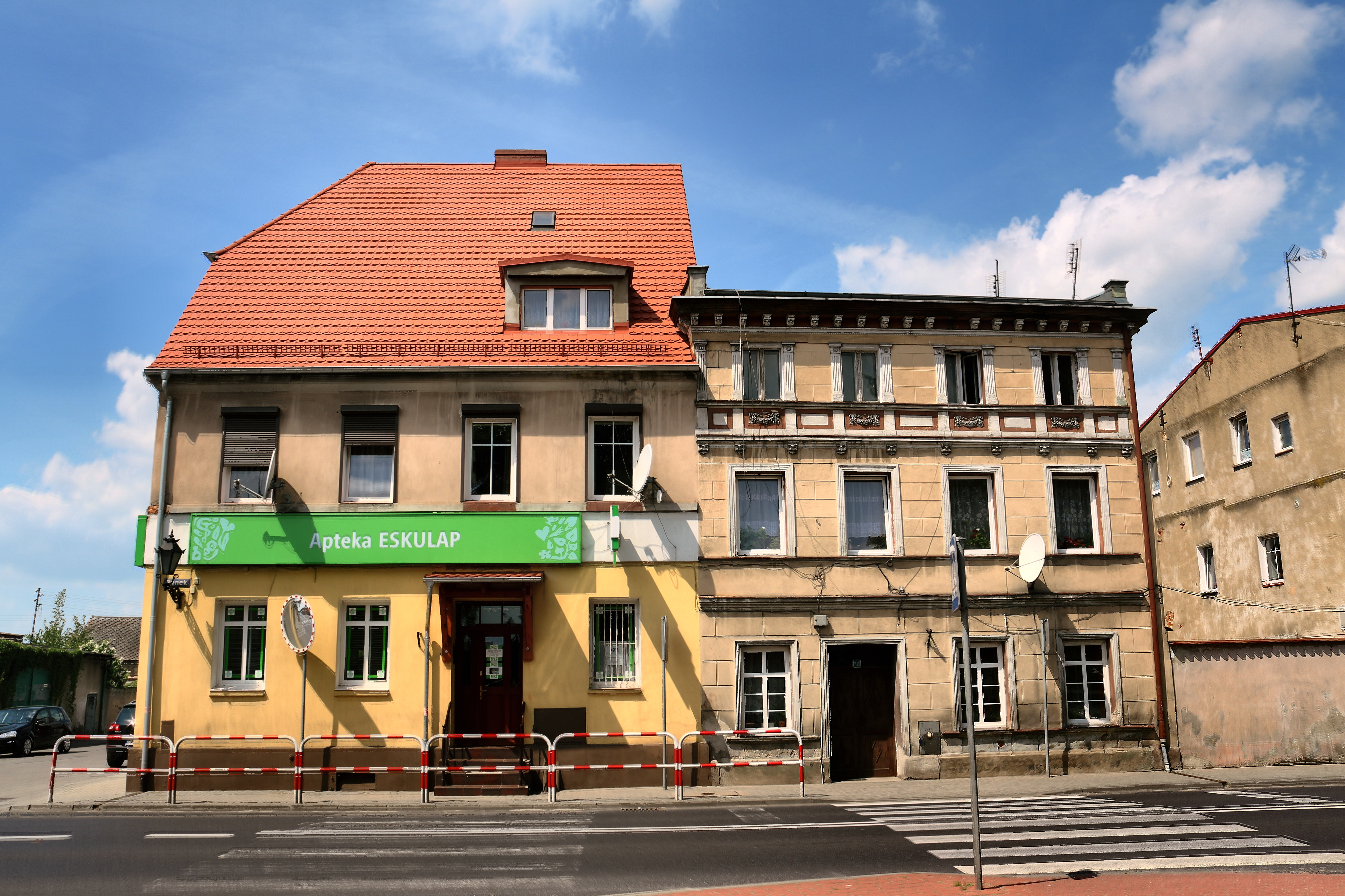
Каменные дома – Рынок 11, 12
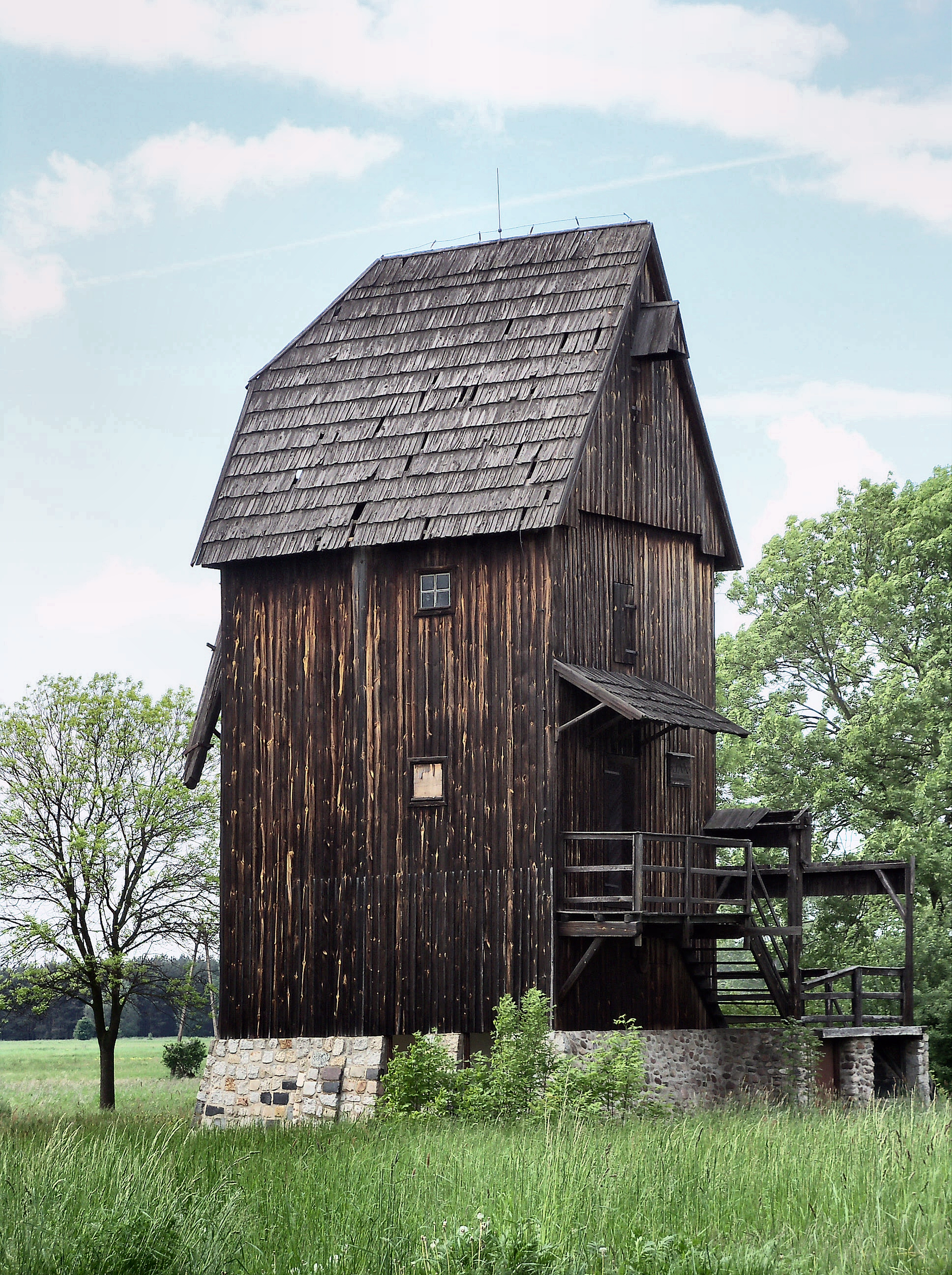
Ветряная мельница
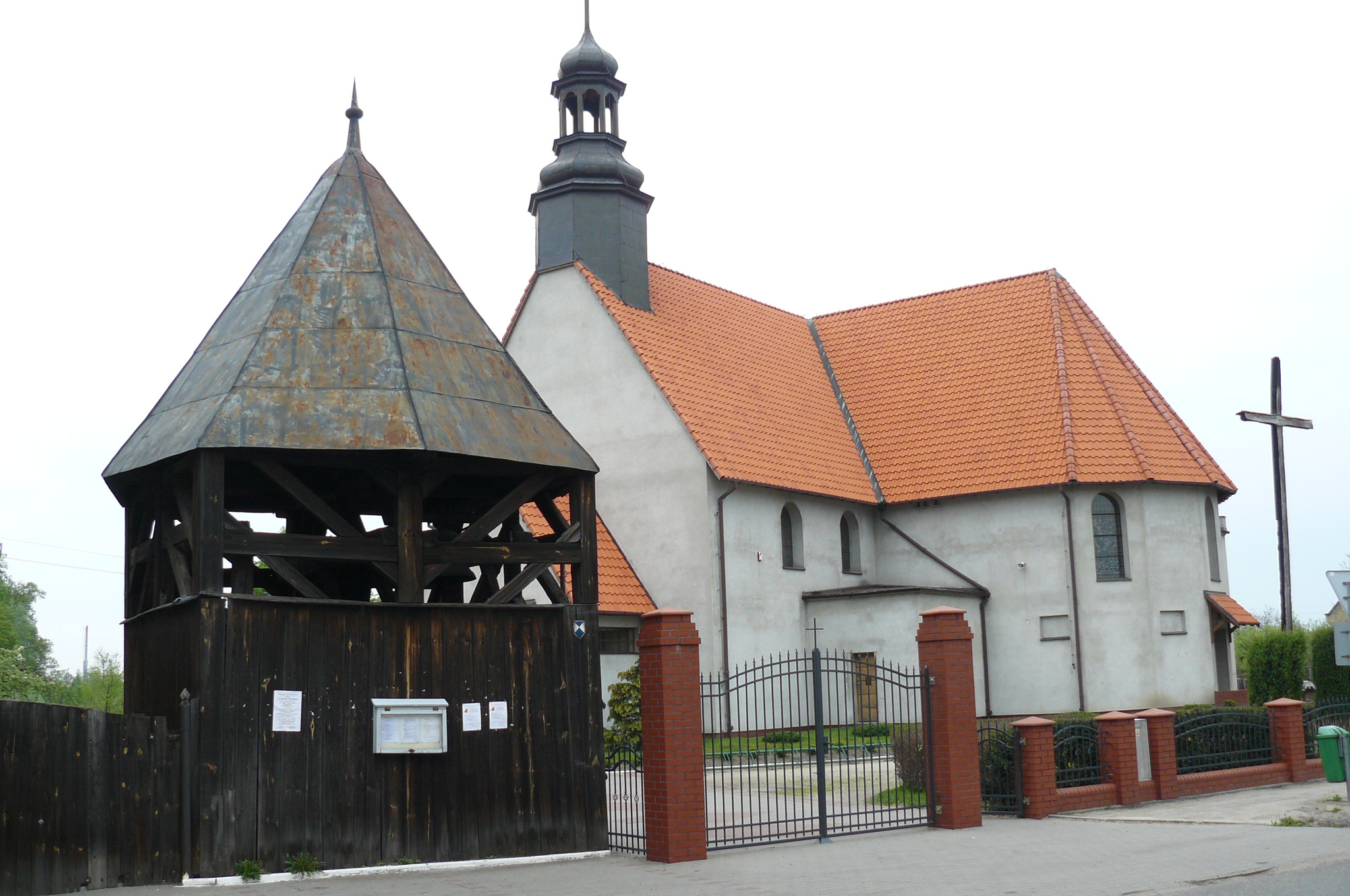
Костёл Воздвижения Креста Господня XVII века, восстановленный после пожара 1995 года